# Браженець
Браже́нець — село в Україні, у Коростишівській міській територіальній громаді Житомирського району Житомирської області. Кількість населення становить 54 особи (2001). До 1939 року — хутір.

## Населення
Відповідно до перепису населення СРСР, станом на 17 грудня 1926 року, чисельність населення становила 123 особи, з них, за статтю: чоловіків — 66, жінок — 57; етнічний склад: українців — 121, інші — 2. Кількість господарств — 27.
Відповідно до результатів перепису населення СРСР, кількість населення, станом на 12 січня 1989 року, становила 54 особи. Станом на 5 грудня 2001 року, відповідно до перепису населення України, кількість мешканців села становила 54 особи.

## Історія
Після 1650 року було сформовано Брагинський полк. Назва походить від волосного маєтку Брагинь (Брагинець) Київського воєводства (очевидно, сучасне село Браженець Коростишівського району Житомирської області). Існував короткий проміжок часу.
До 1923 року — хутір Кочерівської волості Радомисльського повіту Київської губернії. У 1923 році увійшов до складу новоствореної Приворітської сільської ради, котру, 7 березня 1923 року, включено до складу новоутвореного Ставищенського району Малинської округи. 13 березня 1925 року, в складі сільської ради, увійшов до Брусилівського району Київської округи.
23 серпня 1934 року, відповідно до постанови Президії ВУЦВК від 8 серпня 1934 року «Про утворення в складі Коростишівського району Лазарівської сільради», хутір підпорядковано новоствореній Лазарівській (Хутір-Лазарівській) сільській раді з перечисленням її до складу Коростишівського району Київської області. У 1939 році хутір віднесено до категорії сіл. 11 січня 1960 року, внаслідок ліквідації Лазарівської сільської ради, село включене до складу Дубовецької (згодом — Квітнева) сільської ради Коростишівського району Житомирської області.
5 серпня 2016 року включене до складу новоствореної Коростишівської міської територіальної громади Коростишівського району Житомирської області. Від 19 липня 2020 року, разом з громадою, в складі новоствореного Житомирського району Житомирської області.